# 허재홍
허재홍(許在弘, 1936년 12월 26일~2012년 11월 20일)은 대한민국의 정치인이다. 제13·14대 국회의원을 지냈다. 본관은 양천.

## 학력
- 부산수산대학교 졸업ㆍ학생회장

## 경력
- 해군ROTC수료 해병소위 임관
- 4.19 부산합동 위령제 최고위원
- 한국수산개발공사 간부, 선장, 해외주재원 근무
- 신민당 중앙 상무위원
- 신군부에 의거 정치활동 규제됨
- 부산 골재 운송선 협회장
- (주)신풍개발 대표이사
- 민주화 추진협의회 운영위원
- 민주산악회 남 해운대구 지부장, 부산시 협의회장, 중앙부회장
- 한국수산 정책연구원장
- 부산수산대학교 총동창회장
- 민자당 환경보전 특별위원장
- 민자당 원내 부총무
- 제15·16대 대통령 선거 한나라당 이회창 후보 선거대책위원

## 역대 선거 결과
|  | 45.09% |

|  | 45.18% |